# Crème plooivlies
Het crème plooivlies (Hypochniciellum ovoideum) is een schimmel behorend tot de familie Atheliaceae. Het leeft saprotroof op hout in loofbossen.

## Kenmerken
Hypochniciellum ovoideum heeft witte tot crèmekleurige, hersupinerende (plat als een korst groeiende) vruchtlichamen. De hyfen hebben gespen. De sporen zijn ruwweg elliptisch, gelig en glad.

## Verspreiding
In Nederland komt het crème plooivlies zeer zeldzaam voor.